# Great Coates
Great Coates est une paroisse civile et un village du Lincolnshire, en Angleterre.